# Черное (озеро, Нурлатский район)
Черное или Кара-Куль — озеро в России, располагается у юго-восточной окраины деревни Чёрное Озеро на территории Нурлатского района Республики Татарстан. Памятник природы с 1978 года.
Озеро находится в левобережной пойме реки Большой Черемшан. Имеет вытянутую форму, ориентированную в направлении юго-запад — северо-восток. Длиной 480 м и максимальной шириной в 30 м. Площадь водной поверхности озера составляет 1,5 га. Наибольшая глубина достигает 5 м, средняя глубина равняется 3 м. Уровень уреза воды находится на высоте 70 м над уровнем моря.